# Pfarrkirche Gaschurn

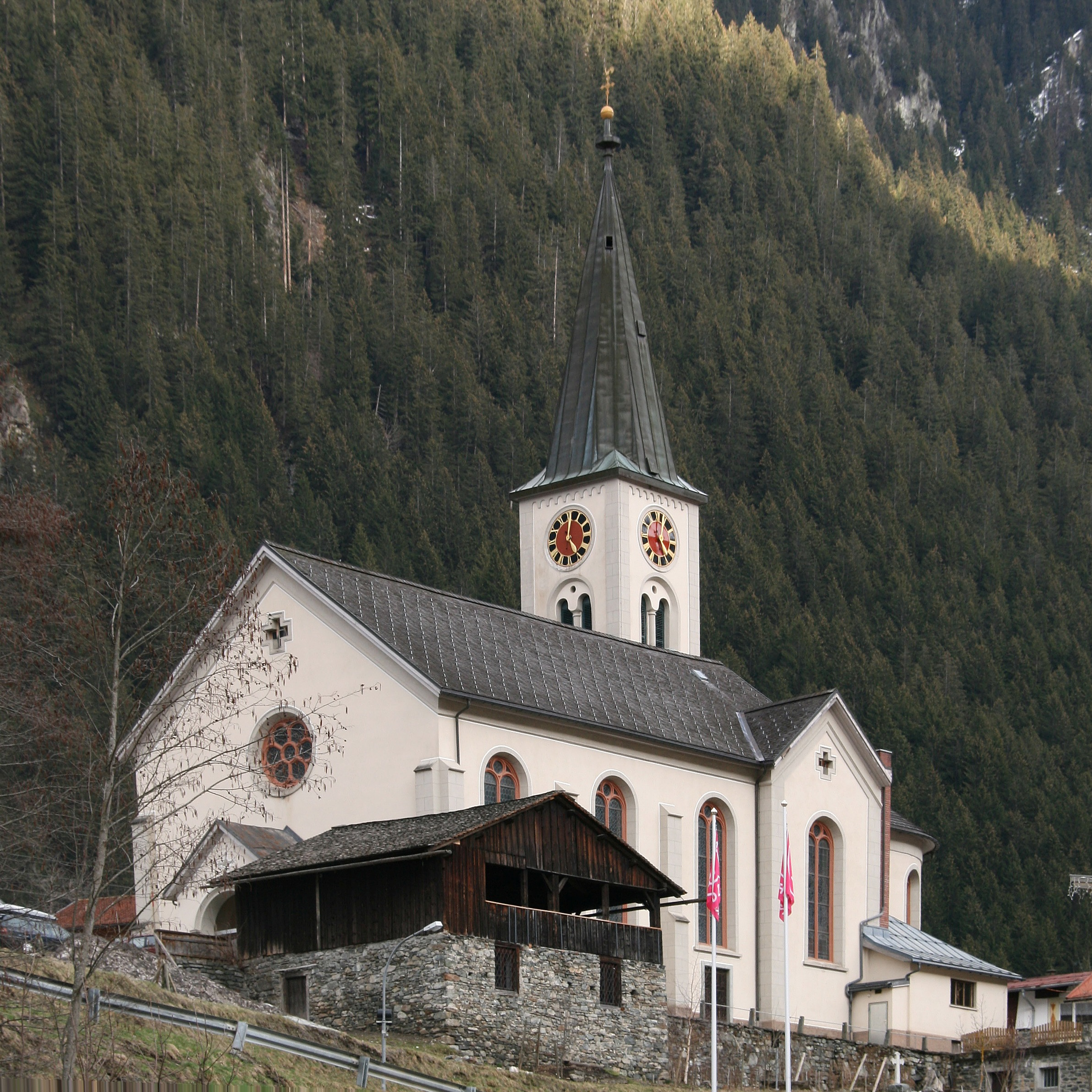
Kath. Pfarrkirche hl. Michael in Gaschurn

Die Pfarrkirche Gaschurn steht in der Gemeinde Gaschurn im Montafon in Vorarlberg. Die römisch-katholische Pfarrkirche Erzengel Michael gehört zum Dekanat Montafon der Diözese Feldkirch. Die Kirche steht unter Denkmalschutz.

## Geschichte
Im Jahre 1485 wurde eine Michaelskapelle errichtet und 1587 von St. Gallenkirch getrennt und zur Pfarrkirche erhoben. Erst 1629 erhielt mit Johannes Viel die Pfarre einen Pfarrer. 1634 wurde eine neue Kirche geweiht. Der Abbruch der Kirche, welche inmitten des Friedhofes stand, erfolgte 1867 und in den Jahren 1867 bis 1868 wurde die Kirche gegenüber dem Friedhof nach den Plänen von Johann Meyer aus Schwyz errichtet und 1869 vom Bischof von Linz Franz Joseph Rudigier geweiht.
Mangels Geld musste die Kirchengemeinde vorerst ohne Orgel auskommen, was dem Kirchenchor unter Leitung des ab Herbst 1866 in Gaschurn tätigen, musikbegeisterten „Vallülapfarrers“ Franz Joseph Battlogg zu einem hohen Niveau und überregionaler Bekanntheit verhalf. Es wurden Werke von Orlando di Lasso, Antonio Lotti, Giovanni Pierluigi da Palestrina, John Dowland sowie altenglische Madrigale aufgeführt, wozu Kirchenmusikbegeisterte aus Deutschland, der Schweiz und sogar von England anreisten.
Erst 1883 bauten die Gebrüder Mayer die noch heute bestehende Orgel ein. Sie hat 15 Register auf zwei Manualen und Pedal und ein romantisches Klangbild.

## Architektur
Die Pfarrkirche ist eine neuromanische Kirche mit Querschiff und Chor unter einem Satteldach mit einem nordseitigen Kirchturm und einer südseitigen Sakristei. 1871 malte Franz Bertle zwei Deckengemälde im Langhaus und 1872 errichteten die Gebrüder Bertle die drei Altäre. 1905 entstanden Fresken von Jakob Bertle. Die Glasmalereien sind von der Tiroler Glasmalereianstalt. Die Kreuzwegstationen als Reliefs schuf August Valentin (um 1900).

## Friedhof mit Kapelle
Die Friedhofskapelle mit Lourdesgrotte ist ein tonnengewölbter Raum mit einem Fresko Christus mit toten Soldaten von Konrad Honold aus 1951.